# 뉴스 人
《뉴스 人》는 대한민국 YTN에서 평일 밤 8시 20분에 방송되는 YTN의 낮 뉴스 프로그램이다. (YTN 24)

## 타이틀 변천사
| 역대 | 타이틀  | 방송 기간                         |
| ---- | ------- | --------------------------------- |
| 1기  | 뉴스 人 | 2012년 8월 6일 ~ 2018년 11월 30일 |
| 2기  | 더 뉴스 | 2018년 12월 3일 ~ 현재            |

## 경쟁 프로그램
- KBS 뉴스타임 (KBS 2TV)
- 주영진의 뉴스브리핑 (SBS)
- JTBC 뉴스현장 (JTBC)